# 20268 Ракольєр
20268 Ракольєр (20268 Racollier) — астероїд головного поясу, відкритий 20 березня 1998 року.
Тіссеранів параметр щодо Юпітера — 3,522.